# Yekuno Amlak
L'emperador Yekuno Amlak, nascut Tasfa Iyasus, fou nəgusä nägäst d'Etiòpia (10 d'agost de 1270 – 19 de juny de 1285) i restaurador de la dinastia salomònica. Descendia, pel seu pare, Tasfa Iyasus, de Dil Na'od, el darrer rei d'Aksum.

## Ascens al poder
Molt del que sabem sobre Yekuno Amlak prové de tradicions orals i hagiografies medievals. Yekuno Amlak fou educat al monestir de Sant Esteve del llac Hayq, prop d'Amba Sel, on algunes hagiografies medievals més tardanes afirmen que fou criat i educat per sant Tekle Haymanot, que li ajudà a deposar el darrer rei de la dinastia Zagüe. Altres hagiografies anteriors, però, afirmen que fou Iyasus Mo'un, l'abat del monestir, qui li ajudà a aconseguir el poder. G. W. B. Huntingford explica aquesta discrepància a assenyalar que Istifanos havia estat el principal monestir d'Etiòpia fou rebatuda pel monestir de Debre Libanos, fundat per Tekle Haymanot, i a partir del regnat d'Amda Seyon era costum nomenar l'abat de Debre Libanos Ichege, o cap secular de l'Església etíop. Cap d'aquestes tradicions, però, és contemporània amb aquests protagonistes.
Es conta també la història, que apareix tant en la Vida d'Iyasus Mo'un com en el Be'ela nagastat, que un gall digué a l'exterior de la casa de Yakuno Amlak durant tres mesos que qualsevol que es menjara el seu cap seria rei. El rei llavors feu matar i cuinar l'au, però el cuiner en descartà el cap, que se'l menjà Yekuno Amlak, i així arribà a governar Etiòpia. Els erudits han assenyalat la semblança d'aquesta llegenda i altra sobre el primer rei de Kaffa, que també s'assabentà per una veu misteriosa que menjar el cap d'un cert gall el faria rei, així com la de l'etíop Mashafa Dorho o Llibre del gall, que relata la història d'un gall cuinat presentat a Crist en el Darrer sopar, que fou retornat a la vida.
La història tradicional conta que Yekuno Amlak fou empresonat pel rei Zagüe Za-Ilmaknun ('el desconegut, l'amagat') a Muntar Malot, però en pogué fugir. Cercà ajut a les províncies d'Amhara i Shewa, i amb un exèrcit de seguidors derrotà el rei Zagüe. Taddese Tamrat afirma que aquest rei fou Yetbarak, però per una forma local de damnatio memoriae, el seu nom s'eliminà dels registres oficials. Un cronista més recent de la història Wollo, Getatchew Mekonnen Hasen, afirma que el darrer rei Zagüe fou Na'akueto La'ab.

## Regnat
Diuen que Yekuno Amlak feu campanya contra el Regne de Damot, al sud del Nil Blau.
Els registres històrics aporten més dades quant a les seues relacions amb altres països. Per exemple, E. Un. Wallis Budge diu que Yekuno Amlak no sols intercanviava correspondència amb l'emperador romà d'Orient Miquel VIII, sinó que li envià unes girafes com a regal. Al principi, les seues interaccions amb els seus veïns musulmans eren amistoses; els seus intents, però, d'obtenir un Abuná per a l'Església ortodoxa etíop enrarí aquestes relacions. Una carta dirigida al soldà mameluc Bàybars I, que gaudia de suzerania sobre el patriarca de Alexandria (el cap de l'Església etíop), en què sol·licita ajut per a un nou Abuná el 1273, suggereix que aquesta no era la seua primera petició. Quan aquestes cartes no arribaven, en culpava al soldà del Iemen, que hauria posat traves al correu al Caire.
Taddesse Tamrat interpreta l'al·lusió del fill de Yekuno Amlak a sacerdots sirians en la cort reial com a resultat de la falta d'atenció per part del patriarca. Taddesse assenyala també que en aquesta època, els patriarques d'Alexandria i Antioquia lluitaven pel control del nomenament del bisbe de Jerusalem, fins llavors prerrogativa del patriarca d'Antioquia. Un dels moviments fou el nomenament per part del patriarca Ignatius III David d'un pelegrí etíop com a Abuná. Aquest pelegrí mai intentà assumir la seua posició a Etiòpia, però segons Taddesse Tamrat la manca de bisbes coptes forçàYekuno Amlak a confiar en partidaris sirians arribats al seu regne.
S'atribueix a Yekuno Amlak la construcció de l'església de Gennete Maryam prop de Lalibela, que conté les pintures murals més antigues d'Etiòpia.
El seu descendent, l'emperador Baeda Maryam I, feu soterrar el cos de Yekuno Amlak a l'església d'Atronsa Maryam.